# Campionati mondiali di sci nordico 1991
I Campionati mondiali di sci nordico 1991, trentottesima edizione della manifestazione, si svolsero dal 7 al 17 febbraio in Val di Fiemme, in Italia. Vennero assegnati quindici titoli.
Rispetto all'edizione precedente vennero introdotte alcune variazioni nel programma dello sci di fondo: in campo maschile la 15 km a tecnica classica fu sostituita dalla 10 km a tecnica classica; in campo femminile la 10 km a tecnica classica fu sostituita dalla 5 km a tecnica classica.
Per quel che concerne la partecipazione, in Val di Fiemme la Germania presentò un'unica squadra in seguito alla Riunificazione tedesca avvenuta il 3 ottobre 1990.

## Organizzazione
Quelli del 1991 furono i primi campionati mondiali di sci nordico organizzati in Italia e costituirono un grande traguardo sportivo ed organizzativo del Trentino e della Val di Fiemme. Per la manifestazione vennero realizzate strutture considerate all'avanguardia per l'epoca, tra cui il nuovo stadio del salto di Stalimen (Predazzo), lo stadio del fondo a Lago di Tesero, il centro stampa di Cavalese, il centro di produzione televisivo internazionale della RAI (allestito presso l'attuale palestra di Cavalese) e la nuova strada fondovalle SP232 della Val di Fiemme.
Il costo di realizzazione degli impianti sportivi (finanziati interamente dalla Provincia autonoma di Trento) ammontarono a 28,8 miliardi di lire, di cui 14,5 miliardi per i trampolini, 3,8 miliardi per il centro del fondo e 10,5 miliardi per il centro stampa, mentre la gestione dell'organizzazione fu pari a otto miliardi di lire.

## Risultati

### Uomini

#### Combinata nordica

##### Individuale
| Posizione | Atleta              | Nazione          | Tempo   |
| --------- | ------------------- | ---------------- | ------- |
| 1         | Fred Børre Lundberg | Norvegia         | 41:00,6 |
| 2         | Klaus Sulzenbacher  | Austria          | 42:11,7 |
| 3         | Klaus Ofner         | Austria          | 42:11,9 |
| 4         | Allar Levandi       | Unione Sovietica | 42:12,3 |
| 5         | Hans-Peter Pohl     | Germania         | 42:56,3 |
| 6         | František Máka      | Cecoslovacchia   | 43:24,7 |

7 febbraio

Trampolino: Giuseppe Dal Ben K95

Fondo: 15 km

##### Gara a squadre
| Posizione | Nazione   | Atleti                                                    | Tempo     |
| --------- | --------- | --------------------------------------------------------- | --------- |
| 1         | Austria   | Günther Csar Klaus Ofner Klaus Sulzenbacher               | 1:21:22,5 |
| 2         | Francia   | Francis Repellin Xavier Girard Fabrice Guy                | 1:22:38,8 |
| 3         | Giappone  | Rei'ichi Mikata Masashi Abe Kazuoko Kodama                | 1:23:14,4 |
| 4         | Germania  | Thomas Müller Hans-Peter Pohl Thomas Dufter               | 1:23:45,3 |
| 5         | Norvegia  | Fred Børre Lundberg Trond-Arne Bredesen Trond Einar Elden | 1:23:45,6 |
| 6         | Finlandia | Sami Kallunki Pasi Saapunki Jukka Ylipulli                | 1:25:22,2 |

13 febbraio

Trampolino: Giuseppe Dal Ben K95

Fondo: 3x10 km

#### Salto con gli sci

##### Trampolino normale
| Posizione | Atleta            | Nazione   | Punti |
| --------- | ----------------- | --------- | ----- |
| 1         | Heinz Kuttin      | Austria   | 222,9 |
| 2         | Kent Johanssen    | Norvegia  | 222,0 |
| 3         | Ari-Pekka Nikkola | Finlandia | 219,5 |
| 4         | Andreas Felder    | Austria   | 218,4 |
| 5         | Kazuhiro Higashi  | Giappone  | 216,6 |
| 6         | Stefan Zünd       | Svizzera  | 215,7 |

16 febbraio

Trampolino: Giuseppe Dal Ben K95

##### Trampolino lungo
| Posizione | Atleta            | Nazione    | Punti |
| --------- | ----------------- | ---------- | ----- |
| 1         | Franci Petek      | Jugoslavia | 217,5 |
| 2         | Rune Olijnyk      | Norvegia   | 216,3 |
| 3         | Jens Weißflog     | Germania   | 210,0 |
| 4         | Heinz Kuttin      | Austria    | 205,1 |
| 5         | Stefan Horngacher | Austria    | 203,4 |
|           | Stefan Zünd       | Svizzera   | 203,4 |

10 febbraio

Trampolino: Giuseppe Dal Ben K120
Franci Petek fu l'ultimo atleta a conquistare una medaglia per la Jugoslavia prima che il proprio paese cadesse nella tragedia della guerra proprio in quell'anno. Nella stessa gara, Jens Weißflog fu il primo atleta tedesco a vincere una medaglia individuale per la Germania riunificata.

##### Gara a squadre
| Posizione | Nazione        | Atleti                                                       | Punti |
| --------- | -------------- | ------------------------------------------------------------ | ----- |
| 1         | Austria        | Heinz Kuttin Ernst Vettori Stefan Horngacher Andreas Felder  | 567,5 |
| 2         | Finlandia      | Ari-Pekka Nikkola Raimo Ylipulli Vesa Hakala Risto Laakkonen | 562,8 |
| 3         | Germania       | Heiko Hunger André Kiesewetter Dieter Thoma Jens Weißflog    | 549,4 |
| 4         | Norvegia       | Espen Bredesen Kent Johanssen Jon Inge Kjørum Rune Olijnyk   | 526,6 |
| 5         | Cecoslovacchia | František Jež Ladislav Dluhoš Pavel Ploc Jiří Parma          | 516,6 |
| 6         | Svizzera       | Benz Hauswirth Yvon Vouillamoz Martin Trunz Stefan Zünd      | 499,0 |

8 febbraio

Trampolino: Giuseppe Dal Ben K120

#### Sci di fondo

##### 10 km
| Posizione | Atleta            | Nazione        | Tempo   |
| --------- | ----------------- | -------------- | ------- |
| 1         | Terje Langli      | Norvegia       | 25:55,0 |
| 2         | Christer Majbäck  | Svezia         | 25:59,7 |
| 3         | Torgny Mogren     | Svezia         | 26:01,5 |
| 4         | Vegard Ulvang     | Norvegia       | 26:06,7 |
| 5         | Luboš Buchta      | Cecoslovacchia | 26:13,9 |
| 6         | Harri Kirvesniemi | Finlandia      | 26:16,1 |

11 febbraio

Tecnica classica

##### 15 km
| Posizione | Atleta           | Nazione          | Tempo   |
| --------- | ---------------- | ---------------- | ------- |
| 1         | Bjørn Dæhlie     | Norvegia         | 36:57,2 |
| 2         | Gunde Svan       | Svezia           | 37:05,6 |
| 3         | Vladimir Smirnov | Unione Sovietica | 37:07,8 |
| 4         | Giorgio Vanzetta | Italia           | 37:31,3 |
| 5         | Maurilio De Zolt | Italia           | 37:32,8 |
| 6         | Jan Ottosson     | Svezia           | 37:54,8 |

9 febbraio

Tecnica libera

##### 30 km
| Posizione | Atleta            | Nazione          | Tempo     |
| --------- | ----------------- | ---------------- | --------- |
| 1         | Gunde Svan        | Svezia           | 1:16:12,4 |
| 2         | Vladimir Smirnov  | Unione Sovietica | 1:16:17,3 |
| 3         | Vegard Ulvang     | Norvegia         | 1:16:32,8 |
| 4         | Terje Langli      | Norvegia         | 1:16:40,8 |
| 5         | Harri Kirvesniemi | Finlandia        | 1:17:31,6 |
| 6         | Alois Stadlober   | Austria          | 1:17:41,5 |

7 febbraio

Tecnica classica

##### 50 km
| Posizione | Atleta             | Nazione          | Tempo     |
| --------- | ------------------ | ---------------- | --------- |
| 1         | Torgny Mogren      | Svezia           | 2:03:31,6 |
| 2         | Gunde Svan         | Svezia           | 2:03:48,8 |
| 3         | Maurilio De Zolt   | Italia           | 2:04:01,7 |
| 4         | Bjørn Dæhlie       | Norvegia         | 2:04:52,0 |
| 5         | Pavel Benc         | Cecoslovacchia   | 2:06:20,1 |
| 6         | Aleksej Prokurorov | Unione Sovietica | 2:06:41,5 |

17 febbraio

Tecnica libera

##### Staffetta 4x10 km
| Posizione | Nazione          | Atleti                                                                 | Tempo     |
| --------- | ---------------- | ---------------------------------------------------------------------- | --------- |
| 1         | Norvegia         | Øyvind Skaanes Terje Langli Vegard Ulvang Bjørn Dæhlie                 | 1:39:47,3 |
| 2         | Svezia           | Thomas Eriksson Christer Majbäck Gunde Svan Torgny Mogren              | 1:41:39,1 |
| 3         | Finlandia        | Mika Kuusisto Harri Kirvesniemi Jari Isometsä Jari Räsänen             | 1:42:10,0 |
| 4         | Italia           | Maurilio De Zolt Marco Albarello Giorgio Vanzetta Silvano Barco        | 1:42:26,2 |
| 5         | Unione Sovietica | Igor' Badamšin Vladimir Smirnov Vjačeslav Plaksunov Aleksej Prokurorov | 1:42:36,5 |
| 6         | Austria          | Alois Schwarz Alois Stadlober Andreas Ringhofer Alexander Marent       | 1:42:53,9 |

15 febbraio

### Donne

#### Sci di fondo

##### 5 km
| Posizione | Atleta                  | Nazione          | Tempo   |
| --------- | ----------------------- | ---------------- | ------- |
| 1         | Trude Dybendahl         | Norvegia         | 14:04,2 |
| 2         | Marja-Liisa Kirvesniemi | Finlandia        | 14:04,9 |
| 3         | Manuela Di Centa        | Italia           | 14:24,1 |
| 4         | Ljubov' Egorova         | Unione Sovietica | 14:27,5 |
| 5         | Marianne Dahlmo         | Norvegia         | 14:38,9 |
| 6         | Inger Helene Nybråten   | Norvegia         | 14:40,6 |

12 febbraio

Tecnica classica

##### 10 km
| Posizione | Atleta               | Nazione          | Tempo   |
| --------- | -------------------- | ---------------- | ------- |
| 1         | Elena Välbe          | Unione Sovietica | 28:25,9 |
| 2         | Marie-Helene Östlund | Svezia           | 28:59,4 |
| 3         | Tamara Tichonova     | Unione Sovietica | 29:06,5 |
| 4         | Manuela Di Centa     | Italia           | 29:08,2 |
| 5         | Simone Opitz         | Germania         | 29:10,3 |
| 6         | Gabriele Heß         | Germania         | 29:16,5 |

10 febbraio

Tecnica libera

##### 15 km
| Posizione | Atleta               | Nazione          | Tempo   |
| --------- | -------------------- | ---------------- | ------- |
| 1         | Elena Välbe          | Unione Sovietica | 44:58,5 |
| 2         | Trude Dybendahl      | Norvegia         | 46:02,4 |
| 3         | Stefania Belmondo    | Italia           | 46:31,4 |
| 4         | Solveig Pedersen     | Norvegia         | 46:40,9 |
| 5         | Pirkko Määtä         | Finlandia        | 46:50,6 |
| 6         | Marie-Helene Östlund | Svezia           | 47:06,4 |

8 febbraio

Tecnica classica

##### 30 km
| Posizione | Atleta               | Nazione          | Tempo     |
| --------- | -------------------- | ---------------- | --------- |
| 1         | Ljubov' Egorova      | Unione Sovietica | 1:20:26,8 |
| 2         | Elena Välbe          | Unione Sovietica | 1:21:02,4 |
| 3         | Manuela Di Centa     | Italia           | 1:21:15,3 |
| 4         | Stefania Belmondo    | Italia           | 1:22:05,9 |
| 5         | Svetlana Nagejkina   | Unione Sovietica | 1:22:35,9 |
| 6         | Marie-Helene Östlund | Svezia           | 1:23:37,4 |

16 febbraio

Tecnica libera

##### Staffetta 4x5 km
| Posizione | Nazione          | Atlete                                                               | Tempo   |
| --------- | ---------------- | -------------------------------------------------------------------- | ------- |
| 1         | Unione Sovietica | Ljubov' Egorova Raisa Smetanina Tamara Tichonova Elena Välbe         | 55:36,6 |
| 2         | Italia           | Bice Vanzetta Manuela Di Centa Gabriella Paruzzi Stefania Belmondo   | 56:22,5 |
| 3         | Norvegia         | Solveig Pedersen Inger Helene Nybråten Elin Nilsen Trude Dybendahl   | 56:34,5 |
| 4         | Finlandia        | Marja-Liisa Kirvesniemi Pirkko Määtta Marjut Rolig Tuulikki Pyykönen | 56:53,7 |
| 5         | Germania         | Heike Wezel Ina Kümmel Gabriele Heß Simone Opitz                     | 57:47,7 |
| 6         | Svezia           | Carina Görlin Magdalena Forsberg Lis Frost Marie-Helene Östlund      | 57:57,8 |

15 febbraio

## Medagliere per nazioni
| Posizione | Nazione          | Oro | Argento | Bronzo | Totale |
| --------- | ---------------- | --- | ------- | ------ | ------ |
| 1         | Norvegia         | 5   | 3       | 2      | 10     |
| 2         | Unione Sovietica | 4   | 2       | 2      | 8      |
| 3         | Austria          | 3   | 1       | 1      | 5      |
| 4         | Svezia           | 2   | 5       | 1      | 8      |
| 5         | Jugoslavia       | 1   | 0       | 0      | 1      |
| 6         | Finlandia        | 0   | 2       | 2      | 4      |
| 7         | Italia           | 0   | 1       | 4      | 5      |
| 8         | Francia          | 0   | 1       | 0      | 1      |
| 9         | Germania         | 0   | 0       | 2      | 2      |
| 10        | Giappone         | 0   | 0       | 1      | 1      |